# Цагельня (Вилейский район)
Цаге́льня (бел. Цагельня, транслит. Cahieĺnia) — деревня в Вилейском районе Минской области Беларуси, входящая в состав Ильянского сельсовета.

## География
Находится в 39 км к юго-востоку от города Вилейка, в 79 км от Минска.

## Климат
Климат здесь умеренный, с теплым летом и мягкой зимой. Средняя температура января — минус 6,8 °c, июля-плюс 17,5 ° C. Зимой преобладают южные ветры, летом-восточные и северо-восточные. Средняя скорость ветра 3 м/сек. Годовое количество осадков 550—650 мм.

## История
В 1832 году застенок в Вилейском уезде Минской губернии Российской империи, собственность Игнатия Богдановича. В 1897 году два застенка в Вязынской волости Вилейского уезда Виленской губернии.
С 1921 года в составе Польской Республики. Застенок в Ильянской гмине Вилейского уезда Виленского воеводства.
С ноября 1939 года в составе БССР, с 15 января 1940 года в Ильянском районе Вилейской области, с 12 октября 1940 года в Судниковском сельсовете, начал работу кирпичный завод. С 25 июня 1941 года по 3 июля 1944 года оккупирована нацистами. С 20 сентября 1944 года по 5 июля 1957 года в Ильянском, с 20 июля 1957 года в Вилейском районах Молодечненской области, с 6 сентября 1957 года в Ильянском сельсовете; с 20 июля 1960 года в Минской области. Земли находились в составе Ильянского совхоза-техникума.

## Население
- 1897 год — 2 двора, 17 жителей
- 1921 год — 6 дворов, 28 жителей
- 1931 год — 5 дворов, 33 жителя
- 1960 год — 64 жителя
- 1988 год — 10 дворов, 21 житель
- 2008 год — 8 хозяйств, 9 жителей
- 2019 год — 2 жителя